# 무니브 조세프스
모에넵 요세프 (moeneeb josephs, 1980년 5월 19일, 남아프리카 공화국 케이프타운 ~) 은 남아프리카 공화국의 전 축구 선수로, 과거 골키퍼로 활약하였다.